# Petőmihályfa
Petőmihályfa é um município da Hungria, situado no condado de Vas. Tem 9,95 km² de área e sua população em 2015 foi estimada em 209 habitantes.